# Fellini, je suis un grand menteur
Pour plus de détails, voir Fiche technique et Distribution.
Fellini, je suis un grand menteur est un documentaire franco-italien-écossais réalisé par Damian Pettigrew, sorti en 2002. 
Produit par Olivier Gal pour Arte France, cet essai documentaire  est fondé sur les dernières interviews avec le cinéaste italien Federico Fellini filmées à Rome en 1991 et 1992 par Damian Pettigrew. « J'ai tout inventé de ma jeunesse, de ma famille, de mes relations avec les femmes, avec la vie. Je suis un grand menteur, » explique le Maestro.

## Synopsis
Une caméra traverse une plage large et lumineuse, apparemment en plein hiver. Aucun baigneur n'est en vue, seulement une parade défilante de cabines vides, avec un paysage marin bleu et calme au loin. La musique mélancolique de Nino Rota donne à ces panoramas une familiarité onirique. Nous passons ensuite de la couleur au noir et blanc et à un bref aperçu de 8½, le chef-d'œuvre de Fellini de 1963, dans lequel une prostituée, La Saraghina, se prépare à jouer sa rumba sur la plage pour un groupe d'écoliers en fuite. C'est la même plage sur laquelle nous venions de fixer notre regard, mais dépouillé de 40 ans de développement successif, et rendu mythique à travers les yeux du Maestro.
À partir de ce point de départ, Pettigrew juxtapose des images d'archives et de nouvelles interviews des collaborateurs de Fellini, entrecoupées d'extraits de films classiques et des fruits de ses propres visites actuelles aux lieux hantés où I vitelloni (1953), Les Nuits de Cabiria (1957), La Dolce Vita (1960), Satyricon (1969) et autres merveilles cinématographiques ont vu le jour. L'objectif est de fusionner ces ingrédients de manière thématique, à un degré qui pourrait mieux éclairer la conscience et les philosophies de Fellini. « Je suis un menteur né, » nous dit-il. « Pour moi, les choses les plus réelles sont celles que j'ai inventées. » D'une manière ou d'une autre, la coutume de Fellini d'admettre honnêtement la fausseté est présentée et mise à l'épreuve comme la clé de son art et même de sa spiritualité.
Certaines des contradictions dans les récits de Fellini à son sujet sont tout simplement amusantes. « J'adore les acteurs, » dit-il. Donald Sutherland, la star de Le Casanova de Fellini (1976), n'est pas de cet avis et affirme que « dans ses relations avec les acteurs, Federico était horrible, un martinet, un tyran. » Pourtant, l'acteur est sur le point de sourire lorsqu'il offre une perspective qui approfondit l'argument du film : « Fellini est constamment menacé par sa propre superficialité, et il est constamment en fuite, au même sens que Orson Welles. Orson Welles a créé un mensonge sur lui-même qui était en fait la vérité, mais il savait que c'était un mensonge qu'il avait créé — et une fois que tout le monde l'a cru, il l'a trouvé insupportable. »
La jeunesse du cinéaste et sa collaboration à vie avec son épouse actrice, Giulietta Masina, sont évoquées à travers une combinaison d'interviews (en particulier avec l'ami d'enfance de Fellini, Titta Benzi) et des extraits tirés de 8½ et Juliette des esprits. Nous visitons les décors plus théâtraux et échantillonnons les scènes moins formellement écrites qui caractérisent le travail ultérieur de Fellini. « Faire semblant, faire semblant constamment ! » dit Fellini alors que nous observons en détail ses paysages marins habilement fabriqués, ouvertement faux, construits en studio. Le contraste entre ces scènes et les réflexions du Maestro sur ses derniers films souligne sa conviction que son développement artistique était un processus inévitable et continu.
Le film se termine en cercle complet sur le paysage marin où il a commencé, sauf que maintenant, le vestige d'une piste de caméra abandonnée est pointé droit vers la mer réelle. Conformément à l'art insaisissable du maestro, l'image est un paradoxe délibéré.

## Fiche technique
- Titre : Fellini, je suis un grand menteur
- Titre anglais : Fellini : I'm a Born Liar
- Titre italien : Fellini sono un gran bugiardo
- Auteurs : Damian Pettigrew, Olivier Gal
- Réalisateur : Damian Pettigrew
- Producteur : Olivier Gal
- Sociétés de production : Portrait et Compagnie, Dreamfilm, Asylum Pictures
- Coproducteurs : Thierry Garrel, Delphine Coulin - ARTE (France), Télé Piu (Italie)
- Partenaires : Eurimages, Scottish Screen National Film Fund (Écosse), FilmFour (Angleterre)
- Musique : Nino Rota,  Luis Bacalov
- Photographie : Paco Wiser
- Montage : Florence Ricard
- Pays d'origine :  France  Italie  Écosse
- Langue : Italien, Français, Anglais
- Distributeurs : Héliotrope (France), Mikado (Italie), First Look Pictures (États-Unis), Crystal Films (Canada), Toho Koshinsha (Japon), Palace Films (Australie), Cooper Films (Espagne), Marigold Films (Bulgarie), MK2 (Ventes internationales)
- Format : couleur/noir et blanc — 1.66:1 — Dolby SR — 35 mm
- Budget : 882 000 €
- Genre : documentaire
- Durée : 102 minutes
- Date de diffusion :  France  Allemagne : 15 mars 2002 (1re diffusion à la télévision sur ARTE)
- Dates de sortie en salle : 
  -  Écosse : 24 août 2002
  -  France : 7 mai 2003
  -  États-Unis : 2 avril 2003
  -  Canada : 4 avril 2003
  -  Italie : 20 juin 2003
  -  Espagne : 22 juin 2003
  -  Pays-Bas : 10 septembre 2003
  -  Danemark : 15 août 2003
  -  Japon : 1er novembre 2003
  -  Australie : 15 octobre 2003
  -  Espagne : 1er octobre 2003
  -  Brésil : 20 juin 2003
  -  Bulgarie : 12 juillet 2003
  -  Russie : 26 juin 2004

## Intervenants
- Roberto Benigni — Il interprète Ivo Salvini dans La voce della luna (1990), le dernier Fellini
- Luigi « Titta » Benzi — Avocat à Rimini, ami de Fellini depuis l'enfance
- Italo Calvino — Écrivain italien, ami de Fellini
- Dante Ferretti — Décorateur des films de Fellini à partir des années 1980
- Rinaldo Geleng — Peintre et responsable des fresques et peintures sur de nombreux films de Fellini, et ami proche
- Tullio Pinelli — Coscénariste avec Fellini et Ennio Flaiano de (parmi d'autres) La strada (1954), La dolce vita (1959), Huit et demi (1963)
- Giuseppe Rotunno — Directeur de la photographie de Fellini à partir des années 1970
- Terence Stamp — Comédien britannique et interprète du sketch Toby Dammit d'Histoires extraordinaires (1968)
- Donald Sutherland — Comédien canadien et interprète du Casanova (1976)
- Daniel Toscan du Plantier — Producteur français de quatre films de Fellini

## Extraits critiques
« Le film parvient, par l'extrême rigueur de son mouvement, à aborder tous les principes fondateurs de l'œuvre. »

— Cahiers du Cinéma

« Le dernier très grand entretien de Federico Fellini, un an avant sa mort, remarquable de lucidité, de pertinence, d’ironie, de profondeur. Ce portrait illuminé par la parole charnue, charnelle de Fellini est irréprochable. »

— L'Année du cinéma 2003 (Calmann-Lévy)

« Une somme inégalée en plongée dans l'univers du maestro, récompensé par le Grand Prix du Festival de Banff (Canada). Exploration inspirée et subtilement élaborée, ce film est porteur d’une grande beauté. Fascinant. »

— Le Monde

« Une leçon jubilatoire d'esthétique du cinéma. »

— The New York Times

« Le testament spirituel du Maestro. »

— Tullio Kezich

« On pouvait penser que tout avait été dit - notamment par Fellini lui-même et de quelle façon ! - sur ses processus de création et son imaginaire. Eh bien, ce documentaire en dit encore et encore, comme si l'exploration de la psyché humaine, surtout quand il s'agit de celle d'un créateur de la taille de Fellini, était infinie. Mais là, à la différence du côté baroque et exubérant, ce qui frappe, c'est la mélancholie du propos et la poésie de la démarche. Il y a eu Juliette des esprits. Voici maintenant Federico et ses fantômes. »

— Françoise Maupin, Le Figaro

« Le meilleur film de ce genre jamais réalisé. »

— Boxoffice Magazine

## Distinctions
Présenté par Terence Stamp au Festival international du film d'Édimbourg en 2002 et nommé pour le Prix Arte du Meilleur Documentaire aux European Film Awards / Prix du cinéma européen, le film a gagné le prestigieux Prix Rockie au Festival international des médias de Banff  et le Coup de Cœur au Festival international du documentaire de Marseille (Vue sur les docs).

## Vidéographie
- 2006 : Coffret Fellini — Durée 798 min : Fellini, je suis un grand menteur de Damian Pettigrew (2002) et six films de Federico Fellini dont Les Vitelloni (1953), Il bidone (1955), La dolce vita (1960), Juliette des esprits (1965), Prova d'orchestra (1978) et La voce della luna (1990) + Suppléments 188 min : Interview de Jean Collet, La Cinécittà, Fellini-Rota et Autour de Fellini. — VO sous-titrée en français — 8 DVD — Opening/Columbia Tristar.

- 2007 : Fellini, je suis un grand menteur de Damian Pettigrew (2002) — Durée 102 min + Suppléments 98 min : Il lungo viaggio (film d'animation écrit par Tonino Guerra et réalisé par Khrajnovski), Federico Fellini (séquence dessin et entretiens inédits), La casa pericolante (documentaire sur les traces des lieux felliniens) et Huit entretiens et demi (dont Topor, Moebius, Lo Duca, Toscan du Plantier et al.) — VO sous-titrée en français — 2 DVD — Les Films de ma vie/Opening/Columbia Tristar.